# Lehre des Ptahhotep
Die Lehre des Ptahhotep ist eine altägyptische Lebenslehre. Sie wurde dem Text zufolge von einem alternden Wesir namens Ptahhotep aus der 5. Dynastie (25. Jahrhundert v. Chr.) des Alten Reiches verfasst. Ptahhotep galt als einer der Weisen Ägyptens, seine reale Verfasserschaft der Lehre ist aber umstritten und war vermutlich fiktional. Dieser Text ist eine von bisher 15 bekannten Weisheitslehren, die sich aus dem pharaonischen Ägypten vom Alten Reich bis in die griechisch-römische Zeit erhalten haben.

## Bedeutung – Sitz im Leben
Ägyptische Weisheitslehren, von den Ägyptern selbst seb‘âjet „Lehre“ genannt, wurden im Lehrbetrieb weitergegeben. Sie richteten sich an junge Vertreter einer lesekundigen Oberschicht (Beamten) und gaben traditionelles Wissen über den richtigen Umgang mit Vorgesetzten und Untergebenen in verschiedenen Lebenssituationen weiter. Damit behandelten sie gleichzeitig ganz allgemeine Regeln für ein gelingendes Leben in einer Gemeinschaft, die bereits stark hierarchisch gegliedert war. Allen Lehren gemeinsam war das Thema des Ausgleiches von Gegensätzen zwischen den Menschen mit ihren verschiedenen sozialen und/oder charakterlicher Prägungen. Anhand von konkret geschilderten Beispielen wurde eine praktische Sozialethik dargelegt, die das konfliktreiche Zusammenleben harmonisieren sollte. Die Grundgedanken waren Loyalität, Respekt, Zurückhaltung und Solidarität gegenüber den Mitmenschen, auch gegenüber den sozial oder geistig Schwächeren. Geraten wurde zu Bescheidenheit, gerade auch im Falle eines persönlichen Erfolgs und sozialen Aufstiegs.

## Überlieferung der Lehre des Ptahhotep
Die Lehre hat sich als Kopie in kursiver, hieratischer Buchschrift auf bisher vier Papyri, einer hölzernen Schreibtafel und fünf Ostraka erhalten. Die älteste erhaltene Version ist die auf dem Papyrus Prisse (heute Bibliothèque nationale de France), vermutlich aus der 12. Dynastie. Die anderen Versionen dieser Lehre datieren aus dem Neuen Reich und zeigen in den Abschriften etliche redaktionelle Anpassungen. Ein Urtext ist nicht bekannt, wird aber auf Grund sprachlicher Merkmale meist in das ägyptische Alte Reich datiert.

## Aufbau und Inhalt
Der Text besteht aus drei Teilen:
1. Prolog als Rahmenhandlung
2. Insgesamt 37 Maximen für ein richtiges Verhalten
3. Epilog mit dem Fazit über Sinn und Wichtigkeit des „guten Zuhörens und gerechten Handelns“

1. Im Prolog werden die Beschwerden des Alters geschildert, die den greisen Ptahhotep befallen haben (Zitate nur in Auswahl): 
„Die Augen sind schwach, die Ohren sind taub, die Kraft ist am Schwinden, weil mein Herz müde ist. … Der Verstand hat nachgelassen, er kann sich nicht mehr an das Gestern erinnern, der Knochen schmerzt … jeder Geschmack ist vorbei, … was das Alter dem Menschen antut, ist schlecht in jeder Hinsicht.“ §D11–20 

Ptahhotep bittet daher den Pharao, dass er sein Wissen an seinen Sohn als Amtsnachfolger weitergeben kann, um damit die Tradition des richtigen Verhaltens nicht abreißen zu lassen: 
„… Ich werde ihm alle jemals gehörten Reden sagen und alle Gedanken, die die Vorfahren einst von den Göttern vernahmen.“ §D30–32
2. In den folgenden 37 Maximen, deren Anfänge im Original jeweils durch rote Schriftzeichen (Rubra) klar gekennzeichnet sind, wurden Ratschläge zum richtigen Verhalten fixiert (im Folgenden inhaltliche Zusammenfassungen und Zitate in Auswahl).

Maxime 1: 
„Sei nicht hochmütig wegen deines Wissens. Berate dich mit dem Unwissenden wie mit dem Wissenden. … Niemand ist vollkommen. Die vollkommene Rede ist verborgener als grüner Edelstein, man findet sie aber bei den Dienerinnen an den Mahlsteinen.“ §D52–54, 56–59

Maxime 2 bis 4 handeln davon, sich immer beherrscht zu zeigen im Umgang mit anderen Diskussionsrednern, sowohl mit einem Klügeren als auch mit einem Ebenbürtigen. Man solle sie nicht herausfordern, korrigieren oder schmähen, sondern besser schweigen. Einen Schwächeren solle man erst recht nicht angreifen, da er ohnehin schlimm dran sei. 
„… Lasse deine Überlegenheit über ihn (den Ebenbürtigen) durch Schweigen wirken, wenn er Falsches sagt. So wird es Gerede über ihn geben, aber dein Name wird in guter Erinnerung bleiben. … Schlimm ist der, der einen zerstört, der geistig schwach ist. …“ §D70–73, D81

Maxime 5 und 6 raten, gerecht zu sein in leitender Stellung, denn Gerechtigkeit (altägyptisch Maat) habe Bestand, während Habgier am Ende immer scheitere. Es wird davor gewarnt, böse Pläne und Ränke gegen Menschen zu schmieden. 
„… Nie ist ein Hinterhalt der Menschen wirklich geglückt … Lebe in Frieden und das göttliche Schicksal kommt von selbst.“ §D115–118

Maxime 7 spricht von Zurückhaltung und Bescheidenheit bei Tisch, wie auch die altägyptische Lehre des Kagemni. Man solle beim Essen und Reden maßhalten, den hohen Gastgeber bei den Zuteilungen bestimmen lassen und bei den Gesprächen nicht selbst dominieren.
„… Wenn du erst dann sprichst, nachdem er dich angesprochen hat, dann wird das als angenehm empfunden werden. …“ §D129–130 

Maxime 8 rät zur Loyalität gegenüber verschiedenen Vorgesetzten beim Übermitteln von Botschaften. Man solle sie voreinander nicht schlecht reden.
„… Rede nicht Schlechtes über einen Menschen, weder einen Großen noch einen Kleinen, …“ §D159–160

Maxime 9 und 10 warnen davor, zu prahlen, wenn man erfolgreich ist, und fordern dazu auf, Menschen zu achten aufgrund ihrer Lebensleistungen. Kinderlose und alleinstehende Menschen solle man nicht geringschätzen, denn deren Leben könne zufriedener sein als das von Vätern und Müttern.
„… Denn es gibt manchen Vater, der in Trauer ist, und manche Mutter, die geboren hat – und doch ist eine andere zufriedener als sie. … Sei nicht überheblich … Achte jemanden wegen dem, was ihm zuteil geworden ist. Besitz kommt nicht von allein …, er hat ihn selbst erarbeitet, durch Gott befähigt. …“ §D171–172, D178–181

Maxime 11 enthält den Ratschlag, auch seinen eigenen Wünschen entsprechend zu leben, also auch an sich selbst zu denken.
„Folge deinem Herzen, solange Du lebst. Tue nicht mehr, als von dir verlangt wird, und mindere nicht die Zeit deiner Herzenswünsche … Es gibt kein Wohlstand (Glück), wenn das Herz vernachlässigt wird. …“ §D186–188, 193

Maxime 12 rühmt die Erzeugung eines gut geratenen Sohnes, der die väterlichen Wurzeln in sich trägt. 
„…, denn ihm gehört, was dein (väterliches) Ka hervorgebracht hat (Ka ist Teil der Persönlichkeit eines Menschen, der vom Vater an den Sohn weitergegeben wird). …“ §D204 

Weiter heißt es hier, dass ein Sohn, der Hassreden führt und sich dem Gesagten entgegenstellt, von den Göttern verlassen sei. 
„… Er ist einer, über dem Unheil schon im Mutterleib liegt, … und der, den sie (die Götter) ohne Schiff lassen, dem kann die Überfahrt nicht gelingen.“ §D217–219

Maxime 13 und 14 raten zur Einhaltung der Rangordnungen beim Zutritt am Königshof. Sie warnen davor, unangemeldet vorzudringen. 
„…, denn breit ist der Platz (nur) für den, der gerufen wird. …“ §D225

Weiter sei es schädlich, sich Zutritt mit den Ellenbogen zu verschaffen. Von Nutzen sei es dagegen, sich kluge Vertraute zu nehmen, also solche, die sich nicht nur ihren Bauch füllen wollen. Eine kluge Gefolgschaft wird auch der eigenen Anerkennung dienen. 
„… Die mit großzügigen Herzen sind von göttlicher Fügung. Aber der nur an seinen Leib denkt, das ist der eigentliche Widersacher.“ §D247–248 

Maxime 15 bis 16 geben Hinweise für ein verantwortliches, angstfreies und loyales Handeln. Als Bote solle er sich nicht scheuen, auch schlechte Botschaften zu überbringen und als ein Führungsmann solle er aufrichtig handeln mit Blick in die Zukunft.
„…, denn wenn verheimlichte Fehler bekannt werden, gibt es Ärger.“ §D262

Maxime 17 gibt den weisen Rat, jedem Bittsteller Gehör zu schenken, auch wenn man nicht jeden Wunsch erfüllen könne. 
„… Weise ihn nicht ab, bis er sein Inneres offenbart hat, denn der Bedrückte liebt es, sein Herz auszuschütten, mehr als dass getan wird, weswegen er gekommen ist. … Das richtige Zuhören ist eine Freude für das Herz.“ §D266–269, D276

Maxime 18 sagt, um Freundschaften nicht zu gefährden, solle man sich nicht den Frauen nähern, wenn man als Herr, als Bruder oder als Freund eingeladen ist. Ein kurzer Moment der Lustbefriedigung bringe langfristig nur Unglück und Zwist. 
„… Ein Mann wird tausendfach abgelenkt von dem, was für ihn nützlich ist – nur für einen kurzen Moment, der wie ein Traum ist.“ §D284–287

Maxime 19 und 20 verdammen jegliche Habgier, die wie eine Krankheit wüte und Freunde und Familie entzweie. Wer die Maat durchsetze, der dauere – wer habgierig sei, werde kein Grab haben. Gerechte Verteilung sei der Schlüssel zu Friede in der Gemeinschaft, und der Sanfte gelte mehr als der Starke. Wenig angesehen sei, wer seine Verwandtschaft hintergehe.
„… Wenn es auch nur eine Kleinigkeit ist, nach der man giert, so wird oft schnell aus einem sonst ruhigen Menschen ein Feind.“ §D322–323

Maxime 21 rät, einen Hausstand zu gründen und sich eine Frau zu nehmen, die man gut versorgen solle. Streit solle man vermeiden und sie nie zornig oder gar sexuell unzufrieden sein lassen.
„… Erfreue ihr Herz, solange du lebst, denn sie ist ein fruchtbarer Acker für ihren Herrn. …“ §D329–330

Maxime 22 und 23 rufen zur Freigebigkeit gegenüber den eigenen Gefolgsleuten auf, die es einem später danken werden. Man solle auch keine Gerüchte über sie verbreiten.
„Stelle deine Leute zufrieden mit dem, was dir zuteil geworden ist. … Wiederhole Gesagtes nur als Augenzeuge, nie vom Hörensagen. …“ §D339, D353 

Maxime 24 meint, es sei besser zu schweigen, anstatt unnütz zu schwätzen. 
„… Du sollst nur reden, wenn du deine Lösung des Problems kennst … Nur ein Kundiger soll in der Ratsversammlung reden. Denn schwieriger ist Reden, (mehr) als jede Arbeit. (Nur) der das versteht, kann es sich zunutze machen.“ §D366–369

Maxime 25 rät noch einmal, zurückhaltend und abwägend in einem Streit zu agieren, also weder zu provozieren noch ganz zu schweigen, aber einem Hitzigen immer mit Selbstbeherrschung zu begegnen. Überhaupt solle man immer Freundlichkeit und Ausgewogenheit zwischen Ernst und Frohsinn im Leben anstreben.
„… Dem Freundlichen ist der Weg geebnet. Und wer den ganzen Tag verdrießlich ist, der kann keine schönen Augenblicke erleben, aber wer den ganzen Tag nur dem Frohsinn frönt, der kann keinen Hausstand gründen.“ §D379–383

Maxime 26 und 27 beraten, wie man mit einem Großen im Amt verkehren soll. Man dürfe ihn nicht verärgern, da man von ihm versorgt werde. Er trage die Last der Verantwortung und schätze es, wenn man ihn unterstütze. 
„… Er ist es, der Nahrung gibt, zusammen mit Gott und er liebt das, was für ihn getan wird. …“ §D393–394
Ebenso solle man einem Großen raten, sich beliebt zu machen. Seine Akzeptanz bei den Menschen und sein Wissen werde auch zur eigenen Stütze werden.

Maxime 28 und 29 gelten einem angehenden Richter, der nie parteiisch reden solle, denn sonst könne sich schnell alles gegen ihn selbst wenden. Zudem wird geraten, auch milde zu sein im Anklagefall gegenüber einem Mann, der sonst immer zuverlässig war. 
„… Gehe über den Fall hinweg, vergiss ihn. Weil er dann verschwiegen sein wird (=loyal sein wird) was dich betrifft vom ersten Tag an.“ §D424–425
Maxime 30 rät dazu, auch dann nicht zu prahlen, wenn man wohlhabend geworden ist, nachdem man vorher arm war. Alles sei Gottes Gabe.
Maxime 31 spricht von Loyalität gegenüber einem unmittelbaren Oberhaupt in der Palastverwaltung, ähnlich wie Maxime 26, da man von dessen Wohlwollen abhänge. Genauso wichtig sei es aber auch, Nachbarn und nahestehende Personen nicht zu berauben, wie Maxime 19 und 20 für den eigenen Hausstand raten, damit es nicht zu einem für alle schlimmen Streit mit benachbarten Haushalten komme.
Maxime 32 warnt davor, einen Jungen oder ein Mädchen zum Geschlechtsverkehr gegen ihren Willen zu nötigen, denn damit zerbreche man ihr Herz (= ihre Seele).

Maxime 33 rät dazu, einen Streit mit einem Freund allein zu besprechen und auch zu ihm zu stehen, wenn die Diskussion nichts erbracht habe. 
„… Regele den Fall mit ihm allein … Fordere sein Herz heraus in einem Gespräch … Wenn er Anlass für Ärger gibt, … trenne dich nicht von ihm und dringe nicht in ihn ein. Niemand kann eben seinem Wesen entkommen, das ihm bestimmt ist.“ §D465, 470, 472, 477–480 

Maxime 34 preist den Nutzen eines freigebigen Beamten beim Verteilen der Rationen aus dem Vorratshaus.
„… Das Brot der Zuteilung ist das, wonach jeder begierig ist. Aber der einen leeren Magen hat, der beklagt sich. … Ein Widersacher wird der, der ins Elend gedrängt wird, mache ihn nicht zu einem, der dich angreift. Das Andenken eines Mannes (Beamten) entsteht aus der Liebenswürdigkeit und das noch für Jahre nach seiner Amtsausübung.“ §D483–488

Maxime 35 rät ebenfalls, an seine Kameraden und Freunde zu denken, dann werde auch der eigene Besitz dauerhaft sein. Freunde werden in Analogie mit bewässertem und fruchtbarem Land verglichen:
„… (Sie) sind (wie) Uferland, das er bewässert und wichtiger als seine Reichtümer. Der Besitz des Einen ist auch für den Anderen bestimmt. …“ §D491–492

Maxime 36 handelt vom Bestrafen von Missetätern, das konsequent und abschreckend aber auch immer gerecht und berechtigt sein solle. 
„… Für den Fall, dass kein Verbrechen vorlag, dann wird ein Angeklagter zu einem Widersacher.“ §D497–498

Maxime 37 endet als letzte Maxime mit dem Ratschlag, sich eine üppige und fröhliche Frau zur Konkubine (oder als Zweitfrau?) zu nehmen – eine die weiß, wann für sie der Augenblick schön ist. 
„… Vertreibe sie nicht, sondern gib ihr zu essen. Eine Fröhliche ist sie, die (ihr) aqAA-Wasser(?) kontrolliert.“ §D503–506 
3. Im Epilog wird noch einmal in 7 Kapiteln der Nutzen des „guten Zuhörens“ und das angemessene Befolgen der weisen Ratschläge gepriesen.

## Kultur- und geistesgeschichtliche Ursprünge und Wechselwirkungen
Dieser Lehrtext stellt eine der frühesten Zeugnisse der afrikanischen Philosophie aus dem nördlichen Afrika dar. Die in dieser und anderen Lehren dargelegten Grundprinzipien eines ausgleichenden Miteinanders prägten ägyptische religiöse Vorstellungen und Menschenbilder seit dem Alten Reich und wurden dort erstmals schriftlich fixiert. So finden sich Ideen von vertikaler Solidarität, von Gemeinsinn und sozialer Verbundenheit in vielen Textgattungen der altägyptischen Literatur, wurden aber in den Weisheitslehren und auch in Gräbertexten besonders ausformuliert und begründet. Lehrtexte wurden im pharaonischen Ägypten kontinuierlich über mehr als zwei Jahrtausende schriftlich tradiert. Die hier formulierten Regeln dienten zur Vermeidung von Konflikten.
Sie zeigen deutliche Analogien zu traditionellen afrikanischen Lebensnormen, bei denen es immer um soziales Miteinander und Ausgleich von Spannungen ging und geht. Verschiedenste Rituale dienten zur Vermeidung von Störungen in den komplexen Wechselwirkungen zwischen der Natur und den Menschen – und eben auch zwischen den Menschen untereinander. Nach Theo Sundermeier war der traditionelle afrikanische Lebensbegriff durchdrungen von vier Prinzipien: Interdependenz und Kommunalität (hier als Gegenteil von Individualität) sowie Wiederholung und Kontinuität. Grundzüge eines solchen Weltbildes finden sich auch im alten Ägypten. Auch für die Ägypter musste die Welt und die soziale Gerechtigkeit in Gange gehalten werden. So war der sich beständig wiederholende Bezug der Ägypter auf ihre Urgötter und die Vorfahren eine Garantie für Kontinuität, wie auch Ptahhotep lehrte. Dieses Denken steht hinter dem Jahrtausende währenden ägyptischen Traditionalismus. Zum anderen gab es die Vorstellung von einem gerechtigkeitsstiftenden Ordnungsprinzips, ägyptisch Maat. Die ägyptische Maat war keine Religion, sondern die göttlich gesetzte Weltordnung, die es durch das Lebensprinzip des Miteinander und Füreinander Handelns täglich neu umzusetzen galt. Das erinnert an afrikanische Sinnzusammenhänge wie Ubuntu, einer afrikanischen Lebensphilosophie, und ähnliche Konzepte, die bis in die Gegenwart wirken. So zeigen Vergleiche mit den alten, vorkolonialen und nur mündlich tradierten Stammeslehren der Dschagga, die Bruno Gutmann Anfang des 20.Jhds. aufzeichnete, viele Gemeinsamkeiten mit den altägyptischen Lehren – gerade hinsichtlich einer angewandten Sozialethik.
Weit besser bekannt, weil schriftlich nachweisbar, ist die wechselseitige Beeinflussung Ägyptens und seiner östlichen, zeitgleichen Nachbarkulturen im Alten Orient. Handels- und Kulturkontakte führten auch zu geistigem Austausch, welcher sich schließlich auch im entwickelten Schrifttum dieser Hochkulturen spiegelte und bis hin zu Parallelen in ägyptischen und vorderasiatischen Weisheitstexten führte. Teils fanden sie Eingang in die Texte des Alten Testaments, wie u. a. die ägyptische Lehre des Amenemope, der die Sprüche Salomos sehr nahe stehen.
Die ägyptischen Lebensweisheiten wirkten offensichtlich auch auf die moralischen und ethischen Denkansätze früher griechischer Philosophen. Gerade für den Ptahhoteptext ist auf große Ähnlichkeiten zu Aristoteles’ Nikomachischer Ethik (eine Vater-Sohn-Lehre) und auf die Ideen der stoischen Moralphilosophie hingewiesen worden, die sich noch in Ciceros Schrift De Officiis wiederfinden. So kommt der Ägyptologe Friedrich Junge bei seiner moralgeschichtlichen Einordnung des Ptahhoteptextes zu dem Schluss „Wenn man akzeptieren könnte, dass, wie Cicero gesagt hat, jegliche Tugend auf drei Faktoren beruht: ‚erstens auf der richtigen Erkenntnis, was in jeder Sache das Wahre und Echte ist … Zweitens auf der Bändigung der Leidenschaften … und der Unterwerfung der … Triebe unter die Vernunft. Drittens auf weiser Beschränkung im Verkehr mit unseren Mitmenschen …‘, wenn es denn so wäre, dann sollte die Genealogie der Moral um anderthalb Jahrtausende verlängert werden.“ Somit wären die Anfänge einer Geschichte der Ethik bereits im alten Ägypten schriftlich nachweisbar, die dort in Form einer angewandten Ethik seit dem Alten Reich bekannt war. Durch mannigfaltige Kulturkontakte besonders während der Zeiten des Hellenismus und des Römischen Reiches, in denen Ägypten als ein Hort ältester Weisheit galt, konnten diese Ideen Verbreitung finden und inspirierten sehr wahrscheinlich verschiedene antike Autoren wie u. a. auch Seneca, der in seinen berühmten Lehrbriefen diese Gedanken neu formulierte und logisch begründete.

## Modernes Resümee
Der Text bietet 4000 Jahre alte Lebensweisheiten, die pädagogische sowie psychologische und ethische Ebenen beinhalten. Er geht weit über altägyptische Verhaltensregeln hinaus und bietet universelle Regeln für gesellschaftlichen Zusammenhalt. Das Gemeinwesen musste für alle Mitglieder Schutz bieten, weil das Aufeinander-Angewiesensein als überlebensnotwendig begriffen wurde. Auf das pharaonische Ägypten bezogen wurde von Jan Assmann hierfür der Begriff „konnektive Gerechtigkeit“ geprägt.

### Bearbeitungen und Übersetzungen
- Gustave Jéquier: Le papyrus Prisse et ses variantes. Papyrus de la Bibliothèque Nationale (Nos 183 à 194), Papyrus 10371 et 10435 du British Museum: Tablette Carnavon  au Musée du Caire. Geuthner, Paris 1911, S. 5–10 und Tafeln II-X.
- Eugène Dévaud: Les Maximes de Ptahhotep d'après le Papyrus Prisse, les Papyrus 10371/10435 et 10509 du British Museum et la Tablette Carnarvon. Texte, Fribourg 1916.
- Zbyněk Žába: Les Maximes de Ptaḥḥotep. Par Zbyněk Žába. Éditions de l'Académie Tchécoslovaque des Sciences, Prague 1956.
- Hellmut Brunner: Altägyptische Weisheit. Lehren für das Leben. In: Die Bibliothek der Alten Welt. Reihe: Der Alte Orient. 1. Auflage. Artemis, Zürich / München 1988, ISBN 3-7608-3683-6, S. 104–132.
- Günter Burkard: Die Lehre des Ptahhotep. In: Otto Kaiser: Texte aus der Umwelt des Alten Testaments. Band III, Lieferung 2: Weisheitstexte II. G. Mohn, Gütersloh 1991, ISBN 3-579-00073-X, S. 195–221. Digitalisat (abgerufen am 07.03.2025).
- R. B. Parkinson: The Tale of Sinuhe and Other Ancient Egyptian Poems 1940–1640 BC. Clarendon Press, Oxford 1997 (= 1998), ISBN 0-19-814963-8, S. 246–272.
- Pascal Vernus: Sagesses de l'Égypte pharaonique (= La Salamandre). Imprimerie National ëditions, Arles 2001, ISBN 2-7433-0332-8, S. 63–134 (2. Auflage 2010, ISBN 978-2-7427-7825-6, S. 99–170.)
- Friedrich Junge: Die Lehre Ptahhoteps und die Tugenden der ägyptischen Welt. In: Othmar Keel u. a. (Hrsg.): Orbis Biblicus et Orientalis. 1. Auflage. Nr. 193. Universitätsverlag, Freiburg (CH) 2003 und Vandenhoeck & Ruprecht, Göttingen 2003, ISBN 3-525-53050-1.
- Dieter Kurth: Altägyptische Maximen für Manager. Die Lehre des Ptahhotep. 1. Auflage. Wissenschaftliche Buchgesellschaft, Darmstadt 1999, ISBN 3-89678-142-1.
- Peter Dils: Thesaurus Linguae Aegyptiae. Die Lehre des Ptahhotep. In: aaew.bbaw.de. Sächsische Akademie der Wissenschaften zu Leipzig (Online-Textdatenbank, nur mit Anmeldung abrufbar), Dezember 2010, abgerufen am 12. August 2022.